# Тозас
Toses (Catalan pronunciation: [ˈtɔzəs]) — невелике село в графстві Рипульєс у провінції Жирона та автономному співтоваристві Каталонія, Іспанія. Крім того, це назва муніципалітету Тосес, який, окрім села Тосес, включає села Форнеллс, Доррія та Нева.
Залізниця R3 від Барселони до французького кордону має зупинку в селі.